# Theophilus London
Theophilus London (1987. február 23.-), teljes nevén  Theophilus London Musa, Trinidad és Tobagó-i születésű amerikai rapper, énekes, modell és producer.

## Diszkográfia[1]

### Stúdióalbumok
- This Charming Man
- Timez Are Weird These Days
- Vibes

### Mixtape-ek
- Jam!
- This Charming Mixtape
- I Want You
- Rose Island vol. 1

### Kislemezek
- Humdrum Town
- Last Name London

### Középlemezek
- Lovers Holiday
- Remixek
- Timez Are Weird These Nights